# Renato Molinari (pilota motonautico)
Renato Molinari (Nesso, 27 febbraio 1946 – Cella Monte, 6 settembre 2024) è stato un pilota motonautico italiano.

## Biografia
Figlio di Angelo, noto designer e costruttore di imbarcazioni e a sua volta campione di motonautica, è sicuramente uno dei più grandi atleti della disciplina per il numero di vittorie ed i record conquistati in carriera. Iniziò a correre nel 1964 a diciotto anni ed in ventidue anni di carriera arriva a conquistare la bellezza di diciotto titoli mondiali, tredici europei, quattro nazionali nelle classi più prestigiose. Ha conseguito vittorie in tutte le classiche mondiali, fra cui quattro successi nella 24 ore di Rouen e nella 6 ore di Parigi, tre nella Pavia-Venezia con il record della corsa (nel 1978 percorse il tratto da Pavia a Venezia in poco più di due ore, a 187 km/h di media), due nella 9 ore di Parker, inoltre il Trofeo Duca di York a Bristol. Ha battuto undici primati mondiali ed ha ricevuto cinque volte il Premio "Chevron Sportsman dell'anno" quale miglior atleta.
Tre i titoli conquistati nel campionato del mondo formula 1 motonautica (1981, 1983 e 1984), e numerosi campionati mondiali nelle varie categorie dei fuoribordo corsa. Nel 1985 è diventato general manager del Team Nordica con piloti Barry Woods ed Enrico Vidoli. Nel 1986 è nominato direttore tecnico delle Formule 1, 2 e 3 del circuito.
Dopo avere abbandonato le corse in circuito, si è cimentato anche nell'offshore con imbarcazioni progettate da lui stesso. Nel 1986, insieme a Carlo Bodega e Cesare Fiorio, vince il Gran Premio di Monaco valevole per il campionato mondiale a bordo di un catamarano Falcon motorizzato Lamborghini. Negli anni seguenti continua a partecipare alle competizioni offshore, con diverse imbarcazioni, tra cui l'iconico monocarena Martini Bianco dotato di quattro motori Lancia sovralimentati, senza ottenere altre vittorie. Conclude definitivamente la carriera di pilota nel 1993.
Molinari è deceduto il 6 settembre 2024 all'età di 78 anni.

## Palmarès
Campionato mondiale Formula 1
- 1981, 1983, 1984

Campionato mondiale classe OZ (fuoribordo illimitati)
- 1980, 1981, 1982, 1983, 1984

Campionato mondiale classe ON (fuoribordo 2000 cm³)
- 1970, 1971, 1973, 1976, 1980

Campionato mondiale classe OI (fuoribordo 1500 cm³)
- 1977

Campionato mondiale classe OE (fuoribordo 850 cm³)
- 1976, 1979

Campionato mondiale classe R3 (entrobordo 2000 cm³)
- 1981

## Riconoscimenti
- Nel maggio 2015, una targa a lui dedicata fu inserita nella Walk of Fame dello sport italiano a Roma, riservata agli ex-atleti italiani che si sono distinti in campo internazionale.[7][8]
- Ha vinto per cinque volte il premio Chevron Sportsman dell'Anno, assegnato annualmente da una commissione di giornalisti al miglior pilota italiano di motonautica.